# Viorel Comănici
Viorel Comănici (n. 15 mai 1941, București, România – d. 5 iunie 2020) a fost un actor român de teatru și film.

## Filmografie
- Săgeata căpitanului Ion (1972)
- Pistruiatul (1973) - serialul - bișnițar din piață
- Femeia fericită (film TV, 1974)
- Porțile albastre ale orașului (1974) - tunarul Gheorghe
- Ștefan cel Mare - Vaslui 1475 (1975)
- Ana (film TV, 1976)
- Mînia (1978)
- Revanșa (1978) - șef legionar
- La răscrucea marilor furtuni (1980) - meșterul tăbăcar
- Ultima noapte de dragoste (1980)
- Trandafirul galben (1982) - ofițer al Agiei
- Comoara (1983)
- Secretul lui Bachus (1984)
- O lumină la etajul zece (1984) - maior de miliție, comandantul închisorii
- Ciuleandra (1985) - comisarul Gh. Mețianu
- Pistruiatul - filmul (1986) - bișnițar din piață
- Figuranții (1987)
- Umbrele soarelui (1988)
- Niște băieți grozavi (1988)
- Mircea (1989)
- Henric IV (1992)
- Înnebunesc și-mi pare rău (1992) - șeful
- Bloodstone: Subspecies II (1993)
- Începutul adevărului (Oglinda) (1994) - judecătorul Alexandru Voitinovici
- Senatorul melcilor (1995)
- Stare de fapt (1995)
- Punctul zero (1996) - ofițerul originar din Petrești
- Prea târziu (1996)
- Asfalt Tango (1996)
- Transfer de personalitate (film TV, 1996)
- Aerisirea (film TV, 1997)
- Triunghiul morții (1999)
- Detectiv fără voie (2001)
- Sarea în bucate (film din 2001) - povestitor
- Război în bucătărie (2001) - sergent
- Amen. (2002) - Civil 4
- La bloc (2002)
- Occident (2002) - director magazin
- Adio, Europa! (2003)
- Aleodor Împărat (2004) - povestitorul
- Raport despre starea națiunii (2004) - Ghiorlan
- Despre morți numai de bine (2005)
- Harap Alb (2005) - Povestitor
- Păcală se întoarce (2006) - vameșul ungur Ioșka
- Hârtia va fi albastră (2006) - dl. Costinaș
- Regina (2009) - Don Carlo
- Amintiri din Epoca de Aur 1: Tovarăși, frumoasă e viața! (2009) - secretarul de partid
- Visul lui Adalbert (2011) - dirijorul corului